# Multisymulacje

Zasada konstrukcji multisymulacji. x – wartości dla modelu rozwoju pożaru wybranych z zadanych rozkładów prawdopodobieństwa, y – wartości dla modelu ewakuacji wybranych z zadanych rozkładów prawdopodobieństwa, P – prawdopodobieństwo, że czas DCBE będzie mniejszy niż WCBE, S – skutki wynikające z przekroczenia DCBE, uwzględniające inhalacje gazów pożarowych, FED – wpływ na człowieka inhalacji gazów pożarowych w określonym czasie, R – ryzyko, stanowiące iloczyn prawdopodobieństwa P i skutków S.

Multisymulacje – metoda ilościowej analizy ryzyka, wykorzystywana w ochronie przeciwpożarowej. Idea metody polega na wielokrotnym (stąd nazwa) wykonaniu symulacji w komputerowych modelach rozwoju pożaru (CFAST, BRANZFIRE), modelach ewakuacji, modelach działań ratowniczo-gaśniczych oraz innych, zależnych od potrzeb. Każde kolejne uruchomienie symulacji odbywa się dla innego scenariusza pożarowego. Zmiana scenariusza pożarowego realizowana jest poprzez zmianę parametrów wejściowych wprowadzanych do modeli. Parametry wejściowe wprowadzane do modeli podlegają rozkładom prawdopodobieństwa. Losowanie konkretnych parametrów dla pojedynczej symulacji odbywa się z użyciem metody Monte Carlo. Jako wynik multisymulacji otrzymywane są rozkłady parametrów służących ocenie bezpieczeństwa, w postaci np. dostępnego czasu bezpiecznej ewakuacji (DCBE) lub wymaganego czasu bezpiecznej ewakuacji (WCBE).

## Warianty mulitisymulacji
Metoda multisymulacji jest znana na świecie, jednakże w zależności od zakresu oraz ośrodka badawczego przyjmuje różne nazwy. Centrum Badań Technicznych (VTT) z Finlandii opracowało wariant tej metody pod nazwą Probabilistic Fire Simulator, PFS. Przeznaczony jest on do badania ryzyka pożarowego w elektrowniach atomowych. Ogranicza się jednak do oszacowania skutków pożaru na infrastrukturę elektrowni bez jej konfrontacji z modelem ewakuacji ludzi. VTT udostępniło program pod tą samą nazwą (PFS), za pomocą którego można zrealizować multisymulacje we wspomnianym wariancie.
Podobne rozwiązanie powstało na Uniwersytecie w Canterbury w Nowej Zelandii przy współpracy z BRANZ. Opracowana metoda posłużyła do budowy oprogramowania o nazwie B-RISK. Oprogramowanie jest przeznaczone do ilościowej analizy ryzyka w budynkach użyteczności publicznej. Oprócz probabilistycznego modelowania parametrów wejściowych do modelu rozwoju pożaru, program B-RISK pozwala również na oszacowanie skutków pożaru na ewakuujące się osoby, w postaci dawki inhalowanych gazów pożarowych, czy ekspozycji na temperaturę lub strumień promieniowania cieplnego.
Swoje oprogramowanie do realizacji multisymulacji opracowało również CSTB - Francuskie Centrum Badań Naukowo-Technicznych. Program o nazwie SCHEMA-SI pozwala na probabilistyczne modelowanie pożaru, ewakuacji oraz oszacowanie skutków pożaru na ewakuujące się osoby. W swoim zakresie program jest jednak ograniczony do prostego układu pomieszczeń.

## Przykład wykorzystania multisymulacji
Załóżmy, że chcemy wykonać analizę ryzyka pożarowego budynku biurowego z wykorzystaniem multisymulacji. Dla uproszczenia przyjmijmy, że jedyny parametr jaki wprowadzamy do modelu rozwoju pożaru jest szybkość wydzielania ciepła. Przyjmijmy, że pożar w budynkach biurowych może rozwijać się: wolno, średnio, szybko i ultra szybko. Przyjmijmy, że z danych historycznych wiemy, że w 20% pożarów w budynkach biurowych pożar rozwijał się wolno, w 75% średnio, w 4% szybko i w 1% ultra szybko. Zatem zgodnie z podejściem stosowanym w multisymulacjach powinniśmy wykonać 100 symulacji, gdzie: w 20 z nich zdefiniowany będzie wolny rozwój pożaru, w 75 średni, w 4 szybki i 1 ultra szybki. Dla każdej ze stu symulacji notujemy czas, kiedy warstwa dymu na drodze ewakuacyjnej zeszła poniżej 1,8m - jest to przyjmowane jako czas bezpiecznej ewakuacji (DCBE).
Podobnie modelujemy ewakuację. Załóżmy, że rozmieszczenie ludzi w budynku jest równomierne. Dla każdej z tych osób losujemy jej lokalizację w budynku oraz prędkość poruszania się w trakcie ewakuacji. Następnie, na podstawie rozmieszczenia tych osób w budynku oraz prędkości poruszania obliczamy czas kiedy ostatnia osoba opuści budynek. Jest to wymagany czas bezpiecznej ewakuacji (WCBE).
Przyjmijmy, że jako wynik tych stu symulacji, otrzymaliśmy następujące DCBE: 20 razy 320 sekund, 75 razy 300 sekund, 4 razy 270 sekund i jeden raz 210 sekund oraz następujące WCBE: 3 razy 210 s, 20 razy 190 s oraz 77 razy 170 s. Wyniki tych symulacji można zaprezentować w formie histogramów. 
Przyjmując, histogramy jako rozkłady częstości oraz założenie, że są to zdarzenia niezależne możemy obliczyć prawdopodobieństwo, że DCBE≤WCBE. P(WCBE≥210)xP(DCBE≤210)=0,03x0,01=0,0003. Jeżeli jednak uporządkujemy nasze symulacje rozwoju pożaru oraz ewakuacji w pary wówczas prawdopodobieństwo to może być odczytane bezpośrednio z losowań: jako liczba prób gdzie DCBE≤WCBE do liczby wszystkich prób. Realizowanie razem, w ramach jednego scenariusza, symulacji rozwoju pożaru oraz ewakuacji, pozwala na dodatkowe analizy. Mianowicie wyselekcjonowanie scenariuszy gdzie DCBE≤WCBE i analizę ich skutków na ewakuujące się osoby. Analizę skutków można przeprowadzić badając ilość gazów inhalowanych przez poszczególne osoby w trakcie ewakuacji przez dym. Może być to zrealizowane np. za pomocą modelu cząstkowej dawki skutecznej (FED). FED pozwala na ocenę skutków dla zdrowia a dzięki temu określenie strat. Mając prawdopodobieństwa poszczególnych scenariuszy oraz straty jakie mogą w ramach nich wystąpić jesteśmy w stanie obliczyć ryzyka w ujęciu klasycznym R=PxS (ryzyko jest równe prawdopodobieństwo razy skutki).
W rzeczywistych zastosowaniach multisymulacje przyjmują kilkadziesiąt parametrów wejściowych reprezentowanych w formie rozkładów prawdopodobieństwa. Rozkłady te mogą być zarówno dyskretne jak i ciągłe. Dlatego do ich zrealizowania potrzebna jest metodyka wprowadzania tych parametrów do modeli oraz wykonanie odpowiedniej liczby symulacji. W tym celu wykorzystywana jest metoda Monte Carlo. Ponadto oprócz modeli rozwoju pożaru, ewakuacji czy FED stosowane są jeszcze modele probabilistyczne działań straży pożarnej czy strat pożarowych.

## Krytyka
Multisymulacje wydają się dużo lepszą alternatywą oceny bezpieczeństwa pożarowego w porównaniu do metod eksperckich, czy też bazujących na kilku scenariuszach realizowanych w CFD. Jednakże to podejście jest krytykowane za: 
- Brak odpowiednich danych o rozkładach prawdopodobieństwa parametrów wejściowych. Dla wielu parametrów wejściowych np. rozkład prawdopodobieństwa otwarcia okna lub drzwi w danym pomieszczeniu jest bardzo trudny do precyzyjnego ustalenia. Zmusza to w wielu przypadkach do stosowania przybliżeń.
- Duże wymagania w zakresie mocy obliczeniowej. Dla wielu rzeczywistych zastosowań liczba symulacji konieczna do zrealizowania to 10 000, co wymaga dużych zasobów obliczeniowych oraz czasu.
- Sposób komunikowania ryzyka. Multisymulacje są ilościową metodą oceny ryzyka. Implikuje to, że wyniki są wyrażane w wartościach liczbowych. Powstaje zatem problem ich interpretacji. Jakie wartości możemy uznać za akceptowalne a jakie wymagają redukcji ryzyka. Problem ten jest złożony i zależny od dziedziny i kontekstu analizowanego problemu.